# 1956年モナコグランプリ
座標: 北緯43度44分4.74秒 東経7度25分16.8秒 / 北緯43.7346500度 東経7.421333度
1956年モナコグランプリ (1956 Monaco Grand Prix) は、1956年のF1世界選手権第2戦として、1956年5月13日にモンテカルロ市街地コースで開催された。

## レース概要
アルフレッド・オーウェン卿がオーナーとなったBRMは、当レースからオリジナルマシンP25を投入して1951年以来5年ぶりにF1へ復帰したが、予選で2台ともエンジンのバルブに異常が発生したため、決勝の出走は見合わせた。この他、ジョルジオ・スカルラッティが予選不通過、ルイ・シロンは予選でエンジンブローを起こしたため決勝に出走できなかった。
予選2位のスターリング・モスが序盤からリードし、周回ごとに後続を引き離していく。ファン・マヌエル・ファンジオにとっては不運な一日だった。2周目に藁束へヒットしてしまい、ハリー・シェルとルイジ・ムッソはファンジオを避けようとしてリタイアとなる。32周目には後輪を港寄りの壁にヒットしてしまう。ファンジオはホイールを修理するためピットインしてエウジェニオ・カステロッティにマシンを譲った。54周目にピーター・コリンズがピットインしてファンジオにマシンを譲る。ファンジオは70周目にジャン・ベーラを抜いたが、首位のモスとは47秒の差が付いていた。86周目にチェーザレ・ペルディーサのブレーキがロックしてモスのボンネットと接触してしまい、ファンジオは1周2秒ずつ差を縮めていったが、モスが6秒差で逃げ切り優勝した。

## エントリーリスト
| No.     | ドライバー                            | エントラント                               | コンストラクター | シャシー | エンジン                   | タイヤ |
| ------- | ------------------------------------- | ------------------------------------------ | ---------------- | -------- | -------------------------- | ------ |
| 2       | ロベール・マンヅォン                  | エキップ・ゴルディーニ                     | ゴルディーニ     | T16      | ゴルディーニ 23 2.5L L6    | E      |
| 4       | エリー・バイヨル アンドレ・ピレット 1 | エキップ・ゴルディーニ                     | ゴルディーニ     | T32      | ゴルディーニ 25 2.5L L8    | E      |
| 6       | ヘルナンド・ダ・シルバ・ラモス        | エキップ・ゴルディーニ                     | ゴルディーニ     | T16      | ゴルディーニ 23 2.5L L6    | E      |
| 8       | ルイ・ロジェ                          | エキュリー・ロジェ                         | マセラティ       | 250F     | マセラティ 250F1 2.5L L6   | P      |
| 10      | マイク・ホーソーン                    | オーウェン・レーシング・オーガニゼーション | BRM              | P25      | BRM P25 2.5L L4            | D      |
| 12      | トニー・ブルックス                    | オーウェン・レーシング・オーガニゼーション | BRM              | P25      | BRM P25 2.5L L4            | D      |
| 14      | モーリス・トランティニアン            | ヴァンダーヴェル・プロダクツ・リミテッド   | ヴァンウォール   | VW2      | ヴァンウォール 254 2.5L L4 | P      |
| 16      | ハリー・シェル                        | ヴァンダーヴェル・プロダクツ・リミテッド   | ヴァンウォール   | VW2      | ヴァンウォール 254 2.5L L4 | P      |
| 18      | ホレース・グールド                    | グールズ・ガレージ                         | マセラティ       | 250F     | マセラティ 250F1 2.5L L6   | D      |
| 20      | ファン・マヌエル・ファンジオ          | スクーデリア・フェラーリ                   | フェラーリ       | D50      | フェラーリ DS50 2.5L V8    | E      |
| 22      | エウジェニオ・カステロッティ          | スクーデリア・フェラーリ                   | フェラーリ       | D50      | フェラーリ DS50 2.5L V8    | E      |
| 24      | ルイジ・ムッソ                        | スクーデリア・フェラーリ                   | フェラーリ       | D50      | フェラーリ DS50 2.5L V8    | E      |
| 26      | ピーター・コリンズ                    | スクーデリア・フェラーリ                   | フェラーリ       | D50      | フェラーリ DS50 2.5L V8    | E      |
| 28      | スターリング・モス                    | オフィシーネ・アルフィエリ・マセラティ     | マセラティ       | 250F     | マセラティ 250F1 2.5L L6   | P      |
| 30      | ジャン・ベーラ                        | オフィシーネ・アルフィエリ・マセラティ     | マセラティ       | 250F     | マセラティ 250F1 2.5L L6   | P      |
| 32      | チェーザレ・ペルディーサ              | オフィシーネ・アルフィエリ・マセラティ     | マセラティ       | 250F     | マセラティ 250F1 2.5L L6   | P      |
| 34      | ルイ・シロン                          | スクーデリア・セントロ・スッド             | マセラティ       | 250F     | マセラティ 250F1 2.5L L6   | P      |
| 36      | ジョルジオ・スカルラッティ            | スクーデリア・セントロ・スッド             | フェラーリ       | 500      | フェラーリ Tipo500 2.0L L4 | P      |
| ソース: |                                       |                                            |                  |          |                            |        |

追記
- ^1 - 交代要員としてエントリー

## 結果

### 予選
| 順位    | No. | ドライバー                     | コンストラクター | タイム | 差     |
| ------- | --- | ------------------------------ | ---------------- | ------ | ------ |
| 1       | 20  | ファン・マヌエル・ファンジオ   | フェラーリ       | 1:44.0 | —      |
| 2       | 28  | スターリング・モス             | マセラティ       | 1:44.6 | + 0.6  |
| 3       | 22  | エウジェニオ・カステロッティ   | フェラーリ       | 1:44.9 | + 0.9  |
| 4       | 30  | ジャン・ベーラ                 | マセラティ       | 1:45.3 | + 1.3  |
| 5       | 16  | ハリー・シェル                 | ヴァンウォール   | 1:45.6 | + 1.6  |
| 6       | 14  | モーリス・トランティニアン     | ヴァンウォール   | 1:45.6 | + 1.6  |
| 7       | 32  | チェーザレ・ペルディーサ       | マセラティ       | 1:46.0 | + 2.0  |
| 8       | 24  | ルイジ・ムッソ                 | フェラーリ       | 1:46.8 | + 2.8  |
| 9       | 26  | ピーター・コリンズ             | フェラーリ       | 1:47.0 | + 3.0  |
| 10      | 10  | マイク・ホーソーン             | BRM              | 1:49.3 | + 5.3  |
| 11      | 4   | エリー・バイヨル               | ゴルディーニ     | 1:50.0 | + 6.0  |
| 12      | 2   | ロベール・マンヅォン           | ゴルディーニ     | 1:50.3 | + 6.3  |
| 13      | 12  | トニー・ブルックス             | BRM              | 1:50.4 | + 6.4  |
| 14      | 6   | ヘルナンド・ダ・シルバ・ラモス | ゴルディーニ     | 1:50.6 | + 6.6  |
| 15      | 8   | ルイ・ロジェ                   | マセラティ       | 1:51.6 | + 7.6  |
| 16      | 18  | ホレース・グールド             | マセラティ       | 1:51.7 | + 7.7  |
| 17      | 36  | ジョルジオ・スカルラッティ     | フェラーリ       | 2:09.1 | + 25.1 |
| ソース: |     |                                |                  |        |        |

追記
- 上位16台が決勝進出

### 決勝
| 順位    | No. | ドライバー                                                | コンストラクター | 周回数 | タイム/リタイア原因    | グリッド | ポイント |
| ------- | --- | --------------------------------------------------------- | ---------------- | ------ | ---------------------- | -------- | -------- |
| 1       | 28  | スターリング・モス                                        | マセラティ       | 100    | 3:00:32.9              | 2        | 8        |
| 2       | 26  | ピーター・コリンズ ファン・マヌエル・ファンジオ           | フェラーリ       | 100    | +6.1                   | 9        | 3 4 1    |
| 3       | 30  | ジャン・ベーラ                                            | マセラティ       | 99     | +1 Lap                 | 4        | 4        |
| 4       | 20  | ファン・マヌエル・ファンジオ エウジェニオ・カステロッティ | フェラーリ       | 94     | +6 Laps                | 1        | 0 2 1.5  |
| 5       | 6   | ヘルナンド・ダ・シルバ・ラモス                            | ゴルディーニ     | 93     | +7 Laps                | 14       | 2        |
| 6       | 4   | エリー・バイヨル アンドレ・ピレット                       | ゴルディーニ     | 88     | +12 Laps               | 11       |          |
| 7       | 32  | チェーザレ・ペルディーサ                                  | マセラティ       | 86     | +14 Laps               | 7        |          |
| 8       | 18  | ホレース・グールド                                        | マセラティ       | 85     | +15 Laps               | 16       |          |
| Ret     | 2   | ロベール・マンヅォン                                      | ゴルディーニ     | 90     | アクシデント           | 12       |          |
| Ret     | 8   | ルイ・ロジェ                                              | マセラティ       | 72     | エンジン               | 15       |          |
| Ret     | 22  | エウジェニオ・カステロッティ                              | フェラーリ       | 14     | クラッチ               | 3        |          |
| Ret     | 14  | モーリス・トランティニアン                                | ヴァンウォール   | 13     | オーバーヒート         | 6        |          |
| Ret     | 16  | ハリー・シェル                                            | ヴァンウォール   | 2      | アクシデント           | 5        |          |
| Ret     | 24  | ルイジ・ムッソ                                            | フェラーリ       | 2      | アクシデント           | 8        |          |
| DNQ     | 36  | ジョルジオ・スカルラッティ                                | フェラーリ       |        | 予選不通過             |          |          |
| WD      | 10  | マイク・ホーソーン                                        | BRM              |        | 撤退（エンジンバルブ） |          |          |
| WD      | 12  | トニー・ブルックス                                        | BRM              |        | 撤退（エンジンバルブ） |          |          |
| WD      | 34  | ルイ・シロン                                              | マセラティ       |        | 撤退（エンジンブロー） |          |          |
| ソース: |     |                                                           |                  |        |                        |          |          |

追記
- ^1 – ファステストラップの1点を含む
- ^2 – ファンジオは2位と4位に入賞したが、2位のポイントのみ与えられた

## 注記
- 車両共有:
  - 26号車: ピーター・コリンズ(54周)、ファン・マヌエル・ファンジオ(46周)。2位に入賞したため、2人に3点が与えられた（ファンジオはファステストラップを記録したため、さらに1点が与えられた）。
  - 20号車: ファン・マヌエル・ファンジオ(40周)、エウジェニオ・カステロッティ(54周)。4位に入賞したが、ファンジオは2位にも入賞しているためポイントは与えられず、カステロッティのみ1.5点が与えられた。
  - 4号車: エリー・バイヨル(44周)、アンドレ・ピレット(44周)
- F1デビュー戦: トニー・ブルックス、ジョルジオ・スカルラッティ - ただし両者とも決勝には出走しなかった。
- F1最終出走: エリー・バイヨル
- F1キャリア初:
  - ピーター・コリンズ - 初ポイント及び初表彰台
  - ヘルナンド・ダ・シルバ・ラモス - 初ポイント
- F1では初めて2人のイギリス人ドライバー（優勝したスターリング・モスと2位のピーター・コリンズ）が表彰台を獲得した。

## 第2戦終了時点のランキング
ドライバーズ・チャンピオンシップ
|   | 順位 | ドライバー                   | ポイント |
| - | ---- | ---------------------------- | -------- |
|   | 1    | ジャン・ベーラ               | 10       |
|   | 2    | ファン・マヌエル・ファンジオ | 9        |
| 7 | 3    | スターリング・モス           | 8        |
| 1 | 4    | ルイジ・ムッソ               | 4        |
| 1 | 5    | マイク・ホーソーン           | 4        |

- 注:  トップ5のみ表示。ベスト5戦のみがカウントされる。